# ترس (رود)
ترس (به لاتین: Ters) یک رود در قرقیزستان است که در شهرستان آلابقعه واقع شده‌است.